# Anhelina Brykina
Anhelina Brykina (en ucraniano: Ангеліна Брыкина; 8 de abril de 2004) es una deportista ucraniana que compite en esquí acrobático. Ganó una medalla de plata en el Campeonato Mundial de Esquí Acrobático de 2025, en la prueba de salto aéreo por equipos.

## Medallero internacional
| Campeonato Mundial | Campeonato Mundial | Campeonato Mundial | Campeonato Mundial      |
| Año                | Lugar              | Medalla            | Prueba                  |
| ------------------ | ------------------ | ------------------ | ----------------------- |
| 2025               | Engadina (Suiza)   | Medalla de plata   | Salto aéreo por equipos |